# Honeggeria
Honeggeria is een monotypisch geslacht van korstmossen behorend tot de familie Teloschistaceae. Het geslacht bevat een soort, namelijk Honeggeria rosmarieae.